# Субстрат (философия)
Субстра́т (лат. substratum «основа, фундамент»; от sub «под» + stratum «кровать; настил»), также первомате́рия, первовещество́, первостихи́я, первоэлеме́нт, еди́ное нача́ло, лат. materia prima в широком смысле — основа всего существующего. При этом субстрат часто отождествляют с материей и субстанцией. В более узком смысле, под субстратом понимают те простейшие структуры или образования, которые остаются устойчивыми, неизменными при любых преобразованиях вещи и обусловливают её конкретные свойства (например, атомы при химических реакциях).

## В античной философии
В период натурфилософии и в более поздние периоды античные философы предполагали, что в основе многообразия вещей лежит какой-либо один первоэлемент. В первой научно-философской древнегреческой милетской школе:
- Фалес выделял воду, самую «бесформенную» материю в качестве первостихии.
- Анаксимандр положил в основу мироздания апейрон (беспредельное или неопределённое), «никакую» саму по себе, но порождающую четыре стихии и целый мир определённых вещей.
- Анаксимен определил своеобразно понимаемый им воздух основой всего сущего, образуемого в процессе его разрежения и сгущения[1].

Большой квадрат — воздух, огонь, земля, вода; малый квадрат — тепло, сухость, холод, влажность

- Аристотель предположил, что первоэлементами являются 5 стихий: воздух, вода, земля и огонь и эфир (небесная субстанция). Каждый элемент представляет собой одно из состояний единой первоматерии — определённое сочетание основных качеств — тепла, холода, влажности и сухости:

- Тепло + сухость = Огонь
- Тепло + влажность = Воздух
- Холод + влажность = Вода
- Холод + сухость = Земля.
- Пятый элемент эфир — начало движения.

Возникшими из единого правещества представлялись и мифологические боги, само же правещество мыслилось как высшее и абсолютное божество (Arist. Phys.).
Стоики рассматривали первоэлементом огонь, который они отождествляли с внутренним я человека. Также огонь как основу всего сущего выделял Анаксагор из Клазомен.

## В неоплатонизме
В неоплатонизме была выстроена иерархия Бытия по нисходящим ступеням. Над всем существует неизреченное, сверхсущее Единое (Благо), которое является единым, сверхмировым, сверхразумным, неизреченным, непознаваемым первоначалом всего сущего. Оно эманирует в Ум, где происходит его дифференциация на равносущее множество идей. Ум эманирует в Душу, где появляется чувственное начало и образуются иерархии существ демонических, человеческих, астральных, животных; образуются умственный и чувственный Космос.

## В индуизме

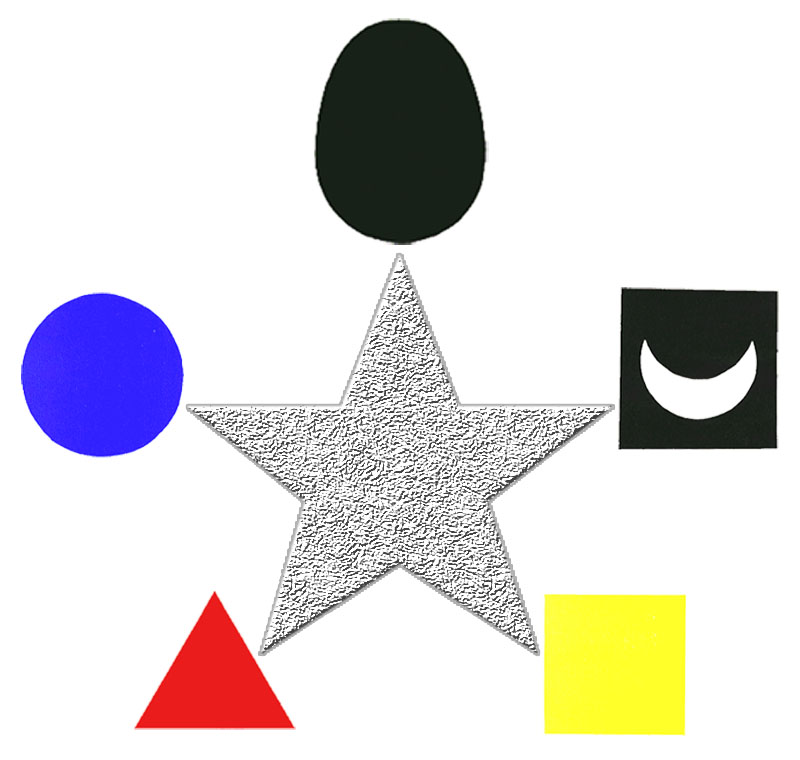
Первоэлементы, согласно индуистской традиции: воздух — синий круг, земля — жёлтый квадрат, огонь — красный треугольник, вода — в форме полумесяца, дух — чёрная овальная форма

Таттва — изначальная субстанция, первоэлемент в индуистской метафизике (особенно в философском направлении санкхья). Этим термином так же обозначается процесс непосредственного «познания» пяти первоэлементов.
Слово таттва состоит из двух частей: тат (санскр. तत्, «этот, такой») и твам (санскр. त्वम्, «ты, тебе»). В данном контексте термин обозначает таковость, истинную сущность или качество всего. По сути своей герменевтическая трактовка описывает два слога этого слова как божественную природу (тат) и индивидуума (твам) — «Вселенная есть ты» (см. тат твам аси). Указанная трактовка напрямую связана с концепцией отношений макрокосм-микрокосм.

## В китайской философии

Пять основных элементов мироздания. Чёрные стрелки показывают происхождение, а белые — соподчинение

У-син — (Пять элементов; пять стихий; пять действий) — одна из основных категорий китайской философии; пятичленная структура, определяющая основные параметры мироздания. Помимо философии, широко используется в традиционной китайской медицине, гадательной практике, боевых искусствах, нумерологии. Включает в себя пять классов (Дерево, Огонь, Земля, Металл, Вода), характеризующих состояние и взаимосвязь всех существующих предметов и явлений.

## В европейскомидеализме
В различных философских идеалистических школах античные идеи и христианские религиозные идеи о первоначале подверглись дальнейшей разработке.

### В философииГегеля
В основе мира лежит абсолютный дух. Только он вследствие своей бесконечности может достичь подлинного познания себя. Для самопознания ему необходимо проявление. Самораскрытие Абсолютного Духа в пространстве — это природа; самораскрытие во времени — история.

## В русской религиозной философии

### ФилософияС. Н. Булгакова
Представления Булгакова во многом повторяют «Тимее» Платона. Как бытие, погруженное в водоворот возникновения и уничтожения, переходов и превращений, тварное бытие есть «бывание». Но за множественностью и многоликостью бывания необходимо предполагать единую подоснову, в лоне которой только и могут совершаться все возникновения и превращения. Эта универсальная подоснова бывания, из которой непосредственно возникает все возникающее, все вещи мира, и есть материя. Булгаков принимает относящиеся к ней положения античной традиции. Материя «третий род» бытия, наряду с вещами чувственного мира и их идеальными первообразами, идеями. Она есть неоформленная, неопределённая «первоматерия», materia prima потенциально сущее, способность выявления в чувственном. В своём онтологическом существе она, как и тварное бытие вообще, есть меон, «бытие небытие». Но эти положения дополняются другими, связанными, в первую очередь, с рождающей ролью материи. По Булгакову, она выступает как «Великая МатерьЗемля» древних языческих культов Греции и Востока, а также «земля» первых стихов Книги Бытия. «Земля» и «мать» ключевые определения материи у Булгакова, выражающие её зачинающую и родящую силу, её плодотворность и плодоносность. Земля «насыщена безграничными возможностями»; она есть «всематерия, ибо в ней потенциально заключено все».
Хотя и после Бога, по Его воле, но материя есть также творческое начало. Вслед за Григорием Нисским Булгаков рассматривает бытие мира как процесс прямо продолжающий источный творческий акт Бога непрестанно длящееся творение, совершаемое при непременном активном участии самой материи. Здесь концепция Булгакова оказывается на почве патристики, расходясь с платонизмом и неоплатонизмом; окончательный же свой смысл она получает в контексте христологии и мериологии. Земля-мать не просто рождает, изводит из своих недр все сущее. На вершине своего рождающего и творческого усилия, в его предельном напряжении и предельной чистоте, она потенциально является «Богоземлей» и Богоматерью. Из недр её происходит Мария и земля становится готовою приять Логоса и родить Богочеловека. Земля становится Богородицей и только в этом истинный апофеоз материи, взлёт и увенчание се творческого усилия. Здесь ключ ко всему «религиозному материализму» Булгакова.

## ФилософияВ. С. Соловьёва
Соловьёв выделяет три стороны, с которых рассматриваются живые существа:
«1) внутренняя сущность, или prima materia, жизни, стремление или хотение жить, то есть питаться и размножаться — голод и любовь (более страдательные в растениях, более деятельные в животных);
2) образ этой жизни, то есть те морфологические и физиологические условия, которыми определяются питание и размножение (а в связи с ними и прочие, второстепенные функции) каждого органического вида; и, наконец,

3) биологическая цель — не в смысле внешней телеологии, а с точки зрения сравнительной анатомии, определяющей относительно целого органического мира место и значение тех частных форм, которые в каждом виде поддерживаются питанием и увековечиваются размножением. Самая биологическая цель при этом является двоякою: с одной стороны, органические виды суть ступени (частью преходящие, частью пребывающие) общего биологического процесса, который от водяной плесени доходит до создания человеческого тела, а с другой стороны, эти виды можно рассматривать как члены всемирного организма, имеющие самостоятельное значение в жизни целого».